# تشارلز جونستون
تشارلز جونستون (بالإنجليزية: Charles Johnston)‏ هو محامي وسياسي أمريكي، ولد في 14 فبراير 1793، وتوفي في 1 سبتمبر 1845 في بكبسي في الولايات المتحدة. حزبياً، نشط في حزب اليمين. وقد انتخب عضو مجلس النواب الأمريكي.